# Dékány Sándor
Dékány Sándor (Hódmezővásárhely, 1904. július 21. – Budapest, 1974. november 6.) tüzérezredes, egyetemi tanár, a műszaki tudományok doktora.

## Származása
Dévaványáról eredő, kiterjedt kecskeméti református család leszármazottja, Dékány József szabadságharcos gerillakapitány unokája. Szülei: Dékány Dezső és Kalina Janka.

## Élete
A Hódmezővásárhelyi református főgimnázium után a soproni magyar királyi katonai főreáliskolában érettségizett, majd a Magyar Királyi Honvéd Ludovika Akadémián képezték az 1922-1926 között. 1929-ig főhadnagyként Kecskeméten volt csapatszolgálaton, a tábori tüzérségnél. Sikereket ért el díjugratásban is. Majd a m. kir. József műegyetemre vezényelték, ahol 1932-ben gépészmérnök lett. 1935-től hadmérnökkari tiszt volt a Haditechnikai Intézetben. Léghajós tüzérségi megfigyelői gyakorlatokat végzett. 1942-ben őrnaggyá léptették elő. A kor csúcstechnikáját jelentő tüzérségi lőelemképző katonai konstruktőre volt. 1943-ban alezredes lett. Az iparügyi tárca Hadi Bombakár Bizottságának katonai delegáltjának nevezték ki. 1944. augusztusban a harmadik Hadsereg parancsnokságára vezényelték. 1945. március 19. és 1948. július 22 között szovjet hadifogságaban volt.
Ezután ismét Haditechnikai Intézetben dolgozott, majd 1949-től tanszékvezető a Budapesti Műszaki Egyetem Hadmérnöki Karán. 1952-től ezredes, és a Fegyvermérnöki Fakultás parancsnoka. Az MTA 1956. január 31-én a műszaki tudományok doktorává avatta. A forradalomhoz már október 23-án csatlakozott – talán legmagasabb rangú tisztként. A Hadmérnöki Kar dékánjává választották. A forradalom leverése után az úgynevezett tiszti nyilatkozatot megtagadta, ezért állását, rangját elvesztette, és rendőri felügyelet alá került.
Az Optikai, Akusztikai és Filmtechnikai Egyesület választott elnöke volt több mint egy évtizedig. Az 1960-as években az MTA Műszerügyi Szolgálat tudományos főmunkatársa volt.
„A Hazáért és Szabadságért” 1956-os emlékérmet – a családban harmadmagával – 1991. október 23-án posztumusz kapta meg. Testvérei, Dékány Tibor és Dékány Dezső gépészmérnökök. Felesége Mehlschmidt Edit Mária. Fiai Dékány Sándor villamosmérnök és Dékány Csaba építőmérnök.

## Kitüntetései
- Magyar Érdemrend Lovagkeresztje
- Magyar Háborús Érdemrend – kard és sisak nélkül
- Nemzetvédelmi Kereszt
- Tiszti Szolgálati jel III. o.
- Erdélyi Emlékérem 1940.
- Német Sasrend III. o. kardokkal
- Bolgár Háborús Emlékérem
- Petzval József-emlékérem 1967. (mérnöki)
- A Hazáért és Szabadságért - fekete szalagon, postumus

## Fontosabb szakirodalmi művei
- Lövegirányzékok, HM, 1949.
- Ballisztikai alapismeretek', egyetemi jegyzet, HTI, 1950.
- Katonai műszertan, egyetemi jegyzet, BME, 1953.
- Kísérleti ballisztika, BME, 1955.
- Távcsövek szabálytalan fényveszteségei, doktori disszertáció, 1955.
- Plasztikus film – Panorámafilm, MTI, 1955.
- A kutatófilmezés alapjai, MTI, 1966.